# 范文樹
范文樹（越南语：／；1866年6月30日—1930年7月7日），字檀園（越南语：／），越南阮朝官員。

## 生平
范文樹是興安省美豪縣白杉總白杉社（今屬興安省美豪市社白杉社）人，嗣德十九年（1866年）出生。
同慶元年，范文樹參加鄉試，考中秀才。 成泰三年（1891年），考中鄉試辛卯科河南場舉人。成泰四年（1892年），考中庭試壬辰科副榜。
范文樹歷任舒池、神溪、延河知縣和太寧、建昌、先興知府。成泰十七年（1905年），由先興知府升太平按察使。維新二年（1908年），又以太常寺卿銜充任北圻廉訪司廉訪使。維新五年（1911年），升任福安巡撫。維新七年（1913年），太平巡撫阮維翰遭越南光復會刺殺身亡，范文樹改任太平巡撫。啟定初年，署總督銜，仍領太平巡撫。啟定五年（1920年），接替致事的枚中桔，升任北寧總督。次年（1921年），改南定總督。
啟定八年（1923年），范文樹升授協佐大學士，調任戶部尚書，充機密院大臣，後加太子少保衔。啟定十年（1925年）九月，又兼任兵部尚書。保大元年（1926年）十二月，范文樹致事。後封四美男（越南语：／）。
保大五年六月十二日（1930年7月7日），范文樹去世，壽六十五歲。追贈東閣大學士。

## 著作

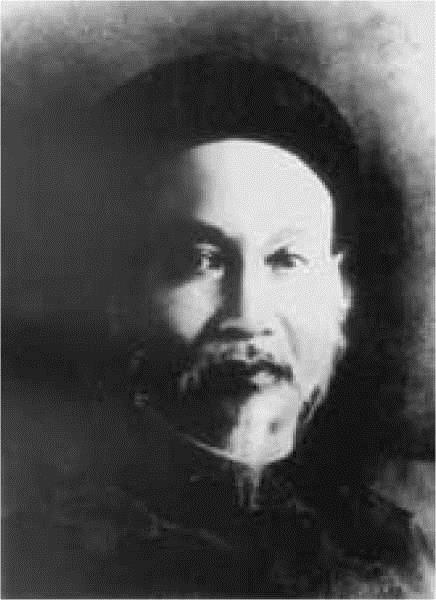
范文樹

范文樹參與主編校訂了不少書籍。著有《太平風物志》（又名《太平省通志》、《太平通志》）、《檀園記憶錄》等；漢譯法國人所著《安南初學史略》；校訂《中學越史撮要》（吳甲豆編輯）、《國朝律學揀要》（張瑜、杜光庭編輯）、《香山觀世音真經新譯》（喬瑩懋喃譯）、《越史鏡》（黃高啟國語字原著、陳贊平漢譯）等。

## 家庭
- 長子范文草[7]
- 三子范文楠[2][8]
- 幼子范文棋[8]
- 子范文柄（Phạm Văn Bính），越南國時期曾任北越首憲[9]